# فيرينك مساروس
فيرينك مساروس (بالمجرية: Mészáros Ferenc)‏ (11 أبريل 1950 - 9 يناير 2023)، هو مدرب كرة قدم ولاعب كرة قدم مجري في مركز حراسة المرمى، ولد في 11 أبريل 1950 في بودابست في المجر. شارك مع منتخب المجر لكرة القدم. أما مع النوادي، فقد لعب مع سبورتينغ لشبونة وغيور تورنا أوزتالي وفيتوريا سيتوبال ونادي فارنزي ونادي فاساس.

## وصلات خارجية
- فيرينك مساروس على موقع الاتحاد الدولي (مؤرشف)  (الإنجليزية)
- فيرينك مساروس على موقع قاعدة بيانات كرة القدم.إي يو (الإنجليزية)
- فيرينك مساروس على موقع ناشيونال فوتبول تيمز (الإنجليزية)
- فيرينك مساروس على موقع عالم كرة القدم.نت (الإنجليزية)